# Gustave Chouquet

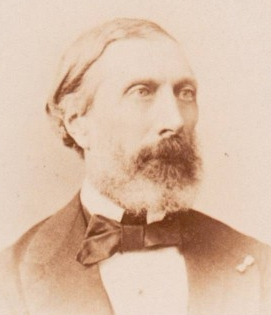
Gustave Chouquet

Adolphe-Gustave Chouquet (* 16. April 1819 in Le Havre; † 30. Januar 1886 in Paris) war ein französischer Schriftsteller und Musikwissenschaftler.
Chouquet wirkte von 1840 bis 1860 als Literaturprofessor in New York. Hier veröffentlichte er mehrere Französisch-Lehrbücher (First Lessons in Learning French, 1858, Conversations and dialogues upon daily occupations and ordinary topics, Easy Conversations in French, 1859).
Nach seiner Rückkehr nach Frankreich wurde er Konservator am Museum des Conservatoire de Paris. Er verfasste hier einen Catalogue des instruments de musique du musée du Conservatoire (1875) und mit Léon Pillaut die Schrift Le musée du Conservatoire national de musique: catalogue descriptif et raisonné (1884). 1873 erschien seine Histoire de la musique dramatique en France depuis ses origines jusqu’à nos jours.
Weiterhin verfasste er Beiträge für die Zeitschriften L’Art musical und La France musicale sowie Artikel für das Dictionnaire des Beaux-arts, das vom Institut de France herausgegeben wurde, und das Grove Dictionary of Music and Musicians. Liedtexte Chouquets wurden von Komponisten wie Jules Massenet, Eugène Prévost und Charles Constantin vertont.